# 長瀬優秀
長瀬 優秀（ながせ まさひで、1985年8月25日 - ）は、日本の元子役。

## 来歴・人物
- セントラル子供タレントに所属していた。
- 主に1990年代半ばから後半にかけて子役として活躍した。

## 出演作品

### テレビドラマ[1]
- 平成の女教祖（CX, 1994年4月1日）
- 風の輪舞（THK, 1995年4月3日 - 7月10日）
- ママに宿題（TBS, 1995年7月24日 - 9月1日）
- 八代将軍吉宗 第40回（NHK, 1995年10月15日）- 徳川 宗翰（幼少期）役
- 火曜サスペンス劇場『震える目』（NTV, 1995年11月7日）
- 小京都ミステリー(16) みちのく角館殺人事件（NTV, 1996年1月30日）- 早坂 俊 役
- 透明人間 第4話（NTV, 1996年5月4日）
- ラブの贈りもの 第1シリーズ（TBS, 1996年7月22日 - 8月30日）- 渡辺 隆志 役
- ラブの贈りもの 第2シリーズ（TBS, 1997年7月21日 - 8月29日）- 渡辺 隆志 役
- 熱血ド演歌分校先生の事件通信簿（CX, 1998年1月30日）- 高木 コウジ 役

### テレビCM
- 東芝『on demand』
- カネボウ

### ラジオドラマ
- 鈴のない猫（FMシアター, 1997年4月5日）[2]

### VHS作品
- ムーンスパイラル『赤巻紙、青巻紙、黄巻紙』（円谷プロ制作, 1996年9月1日発売）- ぼく 役